# 寺田稔
寺田稔（1958年1月24日—）是日本政治家，大藏省、財務省公務員。自民党眾議院議員（6期）、总务大臣（第27任）。自民党广岛县联会長，属于宏池会。妻子是前首相池田勇人和近藤荒樹的孫女。
曾任首相輔佐官（负责重要的国家安全政策和核裁军与不扩散问题）、自民党国防部会长、自民党国会對策副委员长、自民党副幹事長、内閣府副大臣兼復興副大臣（第二次安倍内阁）、众议院安全保障委员长、总务副大臣兼内閣府副大臣（第四次安倍第二次改造内阁）。

## 历史

### 从幼儿时期到官僚时代
出生于广岛县广岛市。畢業於广岛大学附属初中和高中，东京大学法学部第2類（公法课程。小川研究室、加藤研究室）。 1980年进入大藏省主計局。
1982年赴哈佛大学肯尼迪学院留学，1984年获公共政策硕士学位（MPP）。回国后，历任国际金融局国际组织课企划係长、长滨税务署长、日本驻华盛顿大使馆秘书、大臣官房文書課弘報室長、德岛县总务部长、財務省主計局主計官（内阁，司法、警察，财务担当），主計局主計官（防卫係担当），内阁府政策統括官附参事官（经济財政担当）。 2002年，在担任財務省防衛担当主計官期间，为吴海事博物馆（大和博物馆）的建设做出了贡献。

### 议会成员
2004年，因妻子的姑父池田行彥去世，他辭去了財務部職務，並以自由民主黨公推的身份參加了广岛第5区竞选众议院补选，並擊敗民主黨三谷光男等人首次當選。當選後加入宏池會。
2014年第47屆日本衆議院議員總選中第4次當選。但在2014年第186屆國會上，沒有擔任大臣、副大臣、政務官、輔佐官、議長、副議長、委員長等要職，也沒有提出提問、議員立法、提問主旨書。
2016年8月，他通過自民黨幹部人事調整就任黨國防部會長 。
在2017年第48届众议院议员大选中，他连任第五届。
2019年9月，在第4次安倍第2次改组内阁中被任命为总务副大臣兼内阁府副大臣。
2022年8月10日，就任第二次岸田改造内阁总务大臣。11月20日，寺田稔因捲入政治資金風波向首相岸田文雄請辭。

## 政策
- 他是大宏池會構想論者，2013年至2014年曾參加宏池會及爲公會議，但2014年7月左右退出，成爲宏池會的唯一成員。他是原子弹大会会员协会的代表看护人，正在为原子弹幸存者[16]进行救济工作。
- 他是原子彈爆炸議員們的代表照料人，致力於救助原子彈爆炸受害者。[17]

### 報紙問卷問答
- （2014年衆議院選舉《朝日新聞》）對於選擇性引入夫婦別姓制度，無論如何都反對[18]。
- 反對女性宮家的創建。[19]
- 就行使集體自衛權問題，日本表示：應在保障我國安全所必需的範圍內，以及在保護我國國民生命所必需的範圍內，限制性地允許行使集體自衛權。[20]

## 人物
- 2018年10月25日，世界和平統一家庭聯合（原統一教會）相關團體國際勝共聯合在Capital酒店東急舉行了創立50週年紀念大會。寺田代表的資金管理團體實木會作爲儀式會費支出了2萬日元。據悉，寺田真央沒有參加儀式。[21][22]
- 他以網球、步行、讀書、練歌房、觀看體育比賽爲興趣，公開表示自己是廣島和廣島東洋卡普兩隊的球迷。[23]
- 爲中日國會議員書畫展提供書畫。[24]
- 2021年3月10日週刊文春報道，在任總務副大臣的2020年9月，讓NTT方面承擔費用進行會餐。[25][26]

## 所屬團體和議員聯盟
- 自民党烟草立法者联盟[27]
- 日本议会国会议员圆桌会议[28]
- 神道政治联盟国会议员圆桌会议[28]
- 一群国会议员一起参拜靖国神社[28] [29]
- 国会议员交换韩国特使协会（秘书）
- 议会联盟呼吁征收国际团结税
- 在TPP谈判中保护国家利益的小组
- 早日实现原子弹疾病识别大会成员圆桌会议（创始人/代表） [30]
- 广岛县相扑联盟（自2009年起担任主席[31] [30] ）
- 吴狮子会（理事） [30]
- 吴市太极拳协会（会长）
- 广岛县保龄球联盟（主席）

## 脚注

### 來源
1. ↑  . kingendaikeizu.net.   [2022-08-09]. （原始内容存档于2017-10-20）.
2. ↑  閨閥学. . 閨閥学. 2021-09-06  [2022-08-09]. （原始内容存档于2022-08-09） （日语）.
3. ↑  MPP (Master in Public Policy) 1984.
4. ↑  . Bernard C. Harris Publishing Company, Inc. 1998: 346.
5. ↑  『東大人名録，第1部』1986年発行、52頁
6. ↑  国会議員情報 寺田 稔（てらだ みのる） （页面存档备份，存于） JIJI. COM
7. ↑  『職員録 第1部』大蔵省印刷局、1985年発行、513頁
8. ↑  .   [2022-08-17]. （原始内容存档于2022-08-17）.
9. ↑  .   [2022-08-17]. （原始内容存档于2022-08-17）.
10. ↑  「国会議員三ツ星データブック」、186国会版 国会議員三ツ星データブック、特定非営利法人「万年野党」著。ISBN 978-4905239239
11. ↑  .   [2022年8月17日]. （原始内容存档于2022年4月24日）.
12. ↑  .   [2022-08-17]. （原始内容存档于2021-10-20）.
13. ↑  .   [2022-08-17]. （原始内容存档于2020-10-27）.
14. ↑  . Qnewニュース.   [2019-09-17]. （原始内容存档于2022-03-14）.
15. ↑  .   [2022-11-20]. （原始内容存档于2022-11-21）.
16. ↑  . てらだ稔 Official Site - 衆議院議員 寺田稔 オフィシャルサイト.   [2021-09-08]. （原始内容存档于2022-08-17） （日语）.
17. ↑  . てらだ稔 Official Site - 衆議院議員 寺田稔 オフィシャルサイト.   [2021-09-08]. （原始内容存档于2022-08-17） （日语）.
18. ↑  朝日新聞、2014年衆院選、朝日・東大谷口研究室共同調査、2014年。
19. ↑  毎日新聞2012年衆院選アンケート
20. ↑  . 朝日新聞（広島）. 2014年6月18日.
21. ↑  . 国際勝共連合. 2018-11-13  [2022-07-16]. （原始内容存档于2022-09-22）.
22. ↑  . 中國新聞. 2022-08-10  [2022-08-10]. （原始内容存档于2022-10-06）.
23. ↑  .   [2022-08-17]. （原始内容存档于2022-08-17）.
24. ↑   （页面存档备份，存于）NPO法人日中国会議員書画展実行委員会
25. ↑  内部文書入手 NTTが総務大臣、副大臣も接待していた （页面存档备份，存于） 週刊文春 2021年3月18日号
26. ↑  ＮＴＴ、歴代総務相も接待 武田氏は有無明言せず―週刊誌報道 （页面存档备份，存于）時事通信2021年03月10日20時37分
27. ↑   (PDF).   [2018年4月11日]. （原始内容存档 (PDF)于2019年12月25日）.
28. 1 2 3  俵義文 『日本会議の全貌』 花伝社、2016年
29. ↑  .   [2022-08-17]. （原始内容存档于2021-07-29）.
30. 1 2 3  .   [2022-08-17]. （原始内容存档于2022-08-17）.
31. ↑  .   [2022-08-17]. （原始内容存档于2022-08-17）.

## 相关项目
- MIKASA——祖父寺田丰担任会长

## 外部鏈接
- 寺田稔的X（前Twitter）
- 寺田稔的Facebook專頁
- Minoru Terada的Instagram帳戶